# Suite in d-mineur voor viool solo
De Suite in d mineur voor viool solo is een compositie van Christian Sinding. Sinding schreef het voor zijn “eigen” muziekinstrument de viool.
De suite bestaat uit zeven delen: 

1. Allegro risoluto 

2. Adagio

3. Moderato

4. Andante

5. Gavotte

6. Minuetto I

7. Minuetto II
Alhoewel het werk is geschreven voor viool solo, is het opgedragen aan Karl Straube, een Duits Thomaskantor, organist en dirigent